# Акација
Акација (лат. Acacia) је род вишегодишњих дрвенастих биљака из породице бобова или махунарки (лат. Fabaceae). Постоји око 1.300 врста акације, од којих су неке веома значајне у саванским екосистемима, или као нидиколне биљке за мраве.

## Врсте
Познате врсте мимоза су:

## Карактеристике
Мимоза, дрво из породице акација, у односу на неке друге врсте, нема дуг век. Има кратак животни век, највећи број живи 15—30 година, домаћа мимоза успева око 30 година, а италијанка до петнаест година. Акације су углавном жбунови или мања стабла која расту на сушним и сунчаним пределима. Обично нарасте до 12 m висине, премда неке могу достићи и веће висине. Многе врсте имају зелене перасте листове који су густо збијени на гранама и стварају утисак папрати. Афричке врсте акација су прекривене оштрим бодљама које су у ствари модификоване гране или листови. Мимоза има миришљаве цветове, најчешће облика грашка и жуте боје, а цветови су са великим бројем прашника и смештени су у густим гроздастим цвастима на крају гране. Мимозе цветају од фебруара до марта, али има и оних врста које цветају у јуну и јулу, па и оних које цветају неколико пута годишње (Acacia semperflorens). Отпорна је на ниске температуре до -7 °C, али ипак треба тражити локацију где су заштићене од продора хладнијих ветрова.
Бразилска врста стидљива мимоза (Mimosa pudica) одликује се осетљивошћу листова при додиру. Листови ове врсте показују сеизмонастичке покрете — прво се редом преклапају лиске, а потом се надражај преноси на петељку па се цео перасти лист поклопи као увенуо.

## Галерија
- Дрво акације крајем маја
- Acacia sp.
- Acacia drepanolobium